# 戈壁藜
戈壁藜（学名：Haloxylon regelii）是苋科梭梭属的植物。分布在蒙古、哈萨克斯坦以及中国大陆的甘肃、新疆等地，生长于海拔400米至500米的地区，常生于洪积扇、砾石戈壁、沙丘或干燥山坡，目前尚未由人工引种栽培。